# Magnolia grandis
Magnolia grandis (Hu & W.C.Cheng) V.S.Kumar, es una especie de árbol perteneciente a la familia Magnoliaceae. 

## Distribución
Se encuentra en China (Guangxi y Yunnan). Está tratada en peligro de extinción por pérdida de hábitat. 
Las especie forestal se produce en los valles de piedra caliza en las montañas entre 800 y 1500 m s. n. m.

## Taxonomía
Magnolia grandis fue descrito por (Hu & W.C.Cheng) V.S.Kumar y publicado en Kew Bulletin 61(2): 184. 2006.
Etimología
Magnolia: nombre genérico otorgado en honor de Pierre Magnol, botánico de Montpellier (Francia).
grandis: epíteto latino que significa "grande".
Sinonimia
- Manglietia grandis Hu & W.C.Cheng (1951).[4][5]